# Ulica Armii Krajowej w Olsztynie
Ulica Armii Krajowej – jedna z głównych arterii komunikacyjnych osiedla Grunwaldzkiego w Olsztynie. Łączy aleję Schumana i ulicę Sielską z aleją Obrońców Tobruku. Ulica jest częścią drogi krajowej 51.
W czasach Prus Wschodnich nazwa ulicy brzmiała Umgehungs-Straße (ulica Obiegowa). Po 1945 roku nazwę ulicy zmieniono na Zbigniewa Kozłowskiego. Po przemianach politycznych, które nastąpiły w Polsce w 1989 roku, postanowiono zmienić nazwę na obecną – Armii Krajowej.

## Dane ulicy
Ulica Armii Krajowej jest ulicą dwujezdniową, posiadającą po dwa pasy ruchu w każdym kierunku. Nad ulicą, przy skrzyżowaniu z aleją Schumana i ulicą Sielską, przebiega wiadukt kolejowy, usprawniający przejazd pociągów z Dworca Zachodniego w kierunku Ostródy i Nidzicy.

## Komunikacja
Ulicą Armii Krajowej jeżdżą autobusy miejskie linii numer: 113, 302, 307 i N02.